# Schweizer Cup (Fussball, Männer) 2012/13
Der 88. Schweizer Cup wurde vom 14. September 2012 bis zum 20. Mai 2013 ausgetragen. Titelverteidiger war der FC Basel. Der Grasshopper Club Zürich gewann zum 19. Mal den Schweizer Cup durch ein 4:3 im Penaltyschiessen gegen den FC Basel.

## Modus
Zehn Vereine der Super League sowie 9 Klubs der Challenge League waren direkt für den Schweizer Cup qualifiziert. Dazu kamen 19 Klubs aus der 1. Liga (6 aus der Promotion und 13 aus der Classic), 10 Klubs aus der 2. Liga interregional sowie 16 Klubs aus den Amateur-Ligen. Diese mussten sich in Regionalausscheidungen für den Schweizer Cup qualifizieren.
Mannschaften aus dem Fürstentum Liechtenstein sind nicht teilnahmeberechtigt, da die Liechtensteiner Clubs zwar am Schweizer Meisterschaftsbetrieb teilnehmen, aber im eigenständigen Liechtensteiner Cup starten. Dies betraf auch den Challenge-League-Club FC Vaduz. Zudem sind die U-21-Mannschaften aus der 1. Liga nicht spielberechtigt, genauso wie sämtliche weiteren Reserve-Teams. Wenn ein Reserve-Team eine Regionalausscheidung gewonnen hat, bekommt die erste Mannschaft den Startplatz im Schweizer Cup zugesprochen, es sei denn, die erste Mannschaft sei schon für den Wettbewerb qualifiziert. Ist dies der Fall, erhält der Finalgegner der Regionalausscheidung den Startplatz.
Der Schweizer Cup wird im K.-o.-System ausgetragen. In der Regel wird jede Runde innert maximal drei Tagen gespielt. Die unterklassigen Mannschaften geniessen bis zur 3. Runde (Achtelfinals) das Heimrecht. Der Spielort für den Final war das Stade de Suisse in Bern.
- 1. Runde (14. bis 16. September 2012): 64 Teams, die Sieger waren für die 2. Runde qualifiziert.
- 2. Runde (10. und 11. November 2012): 32 Teams, die Sieger waren für die Achtelfinals qualifiziert.
- Achtelfinals (8. und 9. Dezember 2012, 3. Februar 2013): 16 Teams, die Sieger waren für die Viertelfinals qualifiziert.
- Viertelfinals (27. Februar 2013): 8 Teams, die Sieger waren für die Halbfinals qualifiziert.
- Halbfinals (17. April 2013): 4 Teams, die Sieger qualifizierten sich für den Final.
- Final (20. Mai 2013): Der Sieger gewann den 88. Schweizer Cup.

## Teilnehmende Mannschaften
Insgesamt nahmen folgende 64 Mannschaften am 88. Schweizer Cup teil.
| Super League 10 Vereine der Saison 2012/13 | Challenge League 9 Vereine der Saison 2012/13 | 1. Liga Promotion 6 Vereine der Saison 2012/13                                                                      | 1. Liga Classic 13 Vereine der Saison 2012/13 | 2. Liga interregional 10 Vereine der Saison 2012/13 | tiefere Spielklassen 16 Vereine der Saison 2012/13 |
| FC Basel (BS) Grasshopper Club Zürich (ZH) FC Lausanne-Sport (VD) FC Luzern (LU) Servette FC Genève (GE) FC Sion (VS) FC St. Gallen (SG) FC Thun (BE) BSC Young Boys (BE) FC Zürich (ZH) | FC Aarau (AG) AC Bellinzona (TI) FC Biel-Bienne (BE) FC Chiasso (TI) FC Locarno (TI) FC Lugano (TI) FC Wil (SG) FC Winterthur (ZH) FC Wohlen (AG) | SC Brühl St. Gallen (SG) SR Delémont (JU) Étoile Carouge FC (GE) SC Kriens (LU) FC Schaffhausen (SH) FC Tuggen (SZ) | FC Baden (AG) FC Black Stars Basel (BS) SC Cham (ZG) SC Düdingen (FR) FC Échallens (VD) FC Grenchen (SO) FC Köniz (BE) FC Le Mont LS (VD) FC Monthey (VS) SV Muttenz (BL) FC Schötz (LU) FC Wettswil-Bonstetten (ZH) SC Zofingen (AG) | SC Bümpliz 78 (BE) FC Colombier (NE) FC Eschenbach (LU) FC Hergiswil (NW) FC Ibach (SZ) FC Langenthal (BE) FC La Sarraz-Éclépens (VD) FC Linth 04 (GL) FC Moutier (BE) FC Thierrens (VD) | 2. Liga regional - FC Aarberg (BE) - FC Altstetten Zürich (ZH) - FC Amriswil (TG) - FC Arlesheim (BL) - FC Ems (GR) - CS Italien Genève (GE) - FC Hochdorf (LU) - FC Olten (SO) - Pully Football (VD) - FC Richemond (FR) - FC Saxon-Sports (VS) - FC Schönbühl (BE) - AC Vallemaggia (TI) - Vedeggio Calcio (TI) - FC Windisch (AG) 3. Liga - FC Diessenhofen (TG) |

## Erste Runde
In der ersten Runde können die Mannschaften aus der Super League und der Challenge League gemäss Reglement nicht aufeinandertreffen. Die Mannschaft aus der niedrigeren Liga erhält den Heimvorteil, bei zwei Mannschaften aus der gleichen Liga bekommt ihn die erstgezogene. Die Auslosung fand am 17. August statt.
| Datum                   |                                | Ergebnis              |                               |
| ----------------------- | ------------------------------ | --------------------- | ----------------------------- |
| 14.09.2012 um 19:45 Uhr | FC Le Mont (1. LC)             | 1:4                   | FC Biel-Bienne (ChL)          |
| 15.09.2012 um 14:00 Uhr | FC Olten (2. L)                | 0:4                   | FC Lugano (ChL)               |
| 15.09.2012 um 16:00 Uhr | FC Altstetten (2. L)           | 0:7                   | FC St. Gallen (SL)            |
|                         | FC Wettswil-Bonstetten (1. LC) | 1:5                   | BSC Young Boys (SL)           |
|                         | FC Arlesheim (2. L)            | 1:3                   | FC Chiasso (ChL)              |
|                         | FC Köniz (1. LC)               | 3:1                   | FC Tuggen (1. LP)             |
| 15.09.2012 um 16:30 Uhr | FC Amriswil (2. L)             | 1:6                   | FC Basel (SL)                 |
|                         | FC Schönbühl (2. L)            | 2:1                   | FC Aarberg (2. L)             |
| 15.09.2012 um 17:00 Uhr | FC Eschenbach (2. LI)          | 0:1                   | FC Winterthur (ChL)           |
|                         | FC Monthey (1. LC)             | 2:4 n. V.             | SC Brühl St. Gallen (1. LP)   |
|                         | FC Colombier (2. LI)           | 2:4                   | FC Hergiswil (2. LI)          |
| 15.09.2012 um 17:30 Uhr | SC Düdingen (1. LC)            | 3:4                   | FC Thun (SL)                  |
|                         | FC Hochdorf (2. L)             | 0:4                   | FC Lausanne-Sport (SL)        |
|                         | FC Thierrens (2. LI)           | 2:3                   | FC Locarno (ChL)              |
|                         | FC Saxon-Sports (2. L)         | 2:3 n. V.             | FC La Sarraz-Éclépens (2. LI) |
| 15.09.2012 um 18:00 Uhr | SC Zofingen (1. LC)            | 1:3 n. V.             | FC Schötz (1. LC)             |
|                         | FC Langenthal (2. LI)          | 1:3                   | SC Kriens (1. LP)             |
|                         | FC Moutier (2. LI)             | 0:4                   | FC Grenchen (1. LC)           |
|                         | CS Italien Genève (2. L)       | 1:5                   | FC Schaffhausen (1. LP)       |
|                         | FC Ibach (2. LI)               | 1:2 n. V.             | FC Black Stars Basel (1. LC)  |
|                         | AC Vallemaggia (2. L)          | 3:1 n. V.             | SC Bümpliz 78 (2. LI)         |
|                         | FC Diessenhofen (3. L)         | 0:5                   | FC Baden (1. LC)              |
| 15.09.2012 um 20:00 Uhr | Étoile Carouge FC (1. LP)      | 1:1 n. V. (4:5 i. E.) | FC Wohlen (ChL)               |
| 16.09.2012 um 14:30 Uhr | SC Cham (1. LC)                | 2:1                   | Servette FC Genève (SL)       |
| 16.09.2012 um 15:00 Uhr | SR Delémont (1. LP)            | 1:1 n. V. (6:5 i. E.) | FC Luzern (SL)                |
|                         | Vedeggio Calcio (2. L)         | 0:5                   | Grasshoppers Zürich (SL)      |
|                         | FC Ems (2. L)                  | 0:5                   | AC Bellinzona (ChL)           |
|                         | FC Échallens (1. LC)           | 0:6                   | FC Zürich (SL)                |
|                         | FC Windisch (2. L)             | 0:7                   | FC Wil (ChL)                  |
| 16.09.2012 um 15:30 Uhr | FC Richemond (2. L)            | 0:1                   | FC Sion (SL)                  |
| 16.09.2012 um 16:00 Uhr | Pully Football (2. L)          | 1:4                   | FC Aarau (ChL)                |
|                         | FC Linth 04 (2. LI)            | 2:3                   | SV Muttenz (1. LC)            |

## Zweite Runde
In der zweiten Runde können die Mannschaften aus der Super League nicht aufeinandertreffen. Die Mannschaft aus der niedrigeren Liga erhält den Heimvorteil, bei zwei Mannschaften aus der gleichen Liga bekommt ihn die erstgezogene. Die Auslosung fand am 17. September statt.
| Datum                   |                               | Ergebnis              |                             |
| ----------------------- | ----------------------------- | --------------------- | --------------------------- |
| 10.11.2012 um 13:45 Uhr | FC Schönbühl (2. L)           | 0:4                   | SC Kriens (1. LP)           |
| 10.11.2012 um 15:00 Uhr | FC Black Stars Basel (1. LC)  | 1:3                   | FC Zürich (SL)              |
| 10.11.2012 um 16:00 Uhr | FC Baden (1. LC)              | 0:5                   | FC Schaffhausen (1. LP)     |
|                         | AC Vallemaggia (2. L)         | 0:6                   | Grasshoppers Zürich (SL)    |
|                         | FC Schötz (1. LC)             | 1:4                   | FC Wil (ChL)                |
|                         | FC Köniz (1. LC)              | ?:? n. V. (6:4 i. E.) | FC Winterthur (ChL)         |
| 10.11.2012 um 17:45 Uhr | FC Lugano (ChL)               | 0:2                   | FC Thun (SL)                |
| 11.11.2012 um 14:00 Uhr | FC Grenchen (1. LC)           | 0:4                   | FC Wohlen (ChL)             |
| 11.11.2012 um 14:30 Uhr | FC Hergiswil (2. LI)          | 0:3                   | FC Sion (SL)                |
|                         | SV Muttenz (1. LC)            | 1:5                   | BSC Young Boys (SL)         |
|                         | FC Chiasso (ChL)              | 1:4                   | FC Basel (SL)               |
|                         | FC Biel-Bienne (ChL)          | 0:3                   | FC St. Gallen (SL)          |
|                         | FC Aarau (ChL)                | 2:0                   | AC Bellinzona (ChL)         |
|                         | FC La Sarraz-Éclépens (2. LI) | 0:3 n. V.             | SC Brühl St. Gallen (1. LP) |
|                         | SC Cham (1. LC)               | ?:? n. V. (6:7 i. E.) | FC Locarno (ChL)            |
| 11.11.2012 um 15:00 Uhr | SR Delémont (1. LP)           | 0:4                   | FC Lausanne-Sport (SL)      |

## Achtelfinals
Im Achtelfinal werden die Partien ohne Bedingungen gezogen, d. h. jede Mannschaft kann auf jede andere Mannschaft treffen. Die Mannschaft aus der niedrigeren Liga erhält das Heimrecht, bei zwei Mannschaften aus der gleichen Liga bekommt es die erstgezogene. Es wurde so gut wie möglich vermieden, dass Mannschaften aus der Super League aufeinandertreffen. Die Auslosung fand am 11. November statt.
Aufgrund winterlicher Wetterverhältnisse mussten die Achtelfinalpartien FC Wohlen – FC Thun, SC Kriens – FC Sion und FC Aarau – FC St. Gallen verschoben werden. Die drei Begegnungen wurden am 3. Februar 2013 nachgeholt.
| Datum                   |                             | Ergebnis              |                              |
| ----------------------- | --------------------------- | --------------------- | ---------------------------- |
| 08.12.2012 um 14:00 Uhr | SC Brühl St. Gallen (1. LP) | 1:3                   | FC Lausanne-Sport (SL)       |
| 08.12.2012 um 17:30 Uhr | FC Schaffhausen (1. LP)     | 1:1 n. V. (3:4 i. E.) | Grasshopper Club Zürich (SL) |
| 09.12.2012 um 14:00 Uhr | FC Köniz (1. LC)            | 1:5                   | FC Zürich (SL)               |
| 09.12.2012 um 14:30 Uhr | FC Wil 1900 (ChL)           | 4:3 n. V.             | BSC Young Boys (SL)          |
|                         | FC Locarno (ChL)            | 2:3 n. V.             | FC Basel (SL)                |
| 03.02.2013 um 14:30 Uhr | FC Wohlen (ChL)             | 1:2                   | FC Thun (SL)                 |
|                         | SC Kriens (1. LP)           | 0:4                   | FC Sion (SL)                 |
|                         | FC Aarau (ChL)              | 2:0 n. V.             | FC St. Gallen (SL)           |

## Viertelfinals
Auch im Viertelfinal werden die Partien ohne Bedingungen gezogen, d. h. jede Mannschaft kann auf jede andere Mannschaft treffen. Heimrecht hat im Viertel- und im Halbfinal die erstgezogene Mannschaft. Die Auslosung fand am 9. Dezember statt.
| Datum                   |                        | Ergebnis  |                              |
| ----------------------- | ---------------------- | --------- | ---------------------------- |
| 27.02.2013 um 19:30 Uhr | FC Wil 1900 (ChL)      | 2:4 n. V. | FC Zürich (SL)               |
| 27.02.2013 um 19:45 Uhr | FC Thun (SL)           | 1:2 n. V. | FC Basel (SL)                |
| 27.02.2013 um 20:30 Uhr | FC Lausanne-Sport (SL) | 0:1       | FC Sion (SL)                 |
| 27.02.2013 um 20:45 Uhr | FC Aarau (ChL)         | 1:4       | Grasshopper Club Zürich (SL) |

## Halbfinals
Die Begegnungen wurden ausgelost.
| Datum                   |                | Ergebnis  |                              |
| ----------------------- | -------------- | --------- | ---------------------------- |
| 17.04.2013 um 19:00 Uhr | FC Zürich (SL) | 1:2 n. V. | Grasshopper Club Zürich (SL) |
| um 20:45 Uhr            | FC Sion (SL)   | 0:1       | FC Basel (SL)                |

## Final
Das Finalspiel fand am 20. Mai 2013 im Stade de Suisse in Bern statt.
| Paarung                 | FC Basel – Grasshopper Club Zürich |
| Ergebnis                | 1:1 n. V. (1:1, 0:0), 3:4 i. E. |
| Datum                   | 20. Mai 2013 |
| Stadion                 | Stade de Suisse, Bern |
| Zuschauer               | 27.290 |
| Schiedsrichter          | Stéphan Studer |
| Tore                    | 1:0 Markus Steinhöfer (71.) 1:1 Izet Hajrović (75.) Elfmeterschießen: 1:0 Fabian Schär 1:1 Veroljub Salatić 0Fabian Frei trifft die Latte 1:2 Izet Hajrović 2:2 Markus Steinhöfer 0Michael Lang schiesst über das Tor 3:2 Marcelo Díaz 3:3 Frank Feltscher 0Raúl Bobadilla trifft die Latte 3:4 Milan Vilotić |
| FC Basel                | Yann Sommer – Joo-Ho Park, Aleksandar Dragović, Kay Voser (58. Markus Steinhöfer), Fabian Schär – Serey Die (106. David Degen), Valentin Stocker, Fabian Frei, Marcelo Díaz, Mohamed Elneny – Marco Streller (69. Raúl Bobadilla) Cheftrainer: Murat Yakin                                                    |
| Grasshopper Club Zürich | Roman Bürki – Stéphane Grichting, Milan Vilotić, Michael Lang, Moritz Bauer – Veroljub Salatić, Steven Zuber (66. Frank Feltscher), Amir Abrashi (96. Nzuzi Toko), Shkëlzen Gashi (100. Nassim Ben Khalifa), Izet Hajrović – Anatole Ngamukol Cheftrainer: Uli Forte ( Italien)                               |

## Torschützenliste
| Pl. | Name               | Team                    | Tore |
| --- | ------------------ | ----------------------- | ---- |
| 1.  | Frank Feltscher    | Grasshopper Club Zürich | 8    |
| 2.  | Mario Gavranović   | FC Zürich               | 6    |
| 3.  | Ivan Audino        | FC Wil                  | 5    |
| 3.  | Claudio Holenstein | FC Wil                  | 5    |
| 5.  | Josip Drmić        | FC Zürich               | 4    |
| 5.  | Alexander Frei     | FC Basel                | 4    |
| 5.  | Michael Frey       | BSC Young Boys          | 4    |
| 5.  | João Paiva         | Grasshopper Club Zürich | 4    |
| 5.  | Marco Schneuwly    | FC Thun                 | 4    |
| 5.  | Yannis Tafer       | FC Lausanne-Sport       | 4    |
| 5.  | Jacques Zoua       | FC Basel                | 4    |